# Lista zbiorowisk roślinnych Polski
Lista zbiorowisk roślinnych Polski – zestawienie jednostek syntaksonomicznych roślinności Polski.

## Lista zbiorowisk

### Zbiorowiska skrajnych siedlisk
Klasa: Lemnetea minoris – zbiorowiska rzęs tworzących skupienia na powierzchni wód stojących lub bardzo wolno płynących:
rząd (O.): Lemnetalia minoris
związek (All.): Lemnion gibbae
zespół (Ass.): Lemnetum gibbae – zespół rzęsy garbatej
zespół (Ass.): Spirodeletum polyrhizae – zespół spirodeli wielokorzeniowej
związek (All.): Riccio fluitantis-Lemnion trisulcae
zespół (Ass.): Lemnetum trisulcae – zespół rzęsy trójrowkowej
zespół (Ass.): Ricciocarpetum natantis – zespół wgłębika pływającego
zespół (Ass.): Riccietum fluitantis – zespół wgłębki pływającej
związek (All.): Lemno minoris-Salvinion natantis
zespół (Ass.): Lemno minoris-Salvinietum natantis – zespół rzęsy drobnej i salwinii pływającej
Klasa: Zosteretea marinae – łąki podmorskie w strefie głębokości 2–10 m
rząd (O.): Zosteretalia marinae
związek (All.): Zosterion
zespół (Ass.): Zostero-Furcellarietum – zespół zostery i widlika
Klasa: Thero-Salicornietea – zbiorowiska błotnistych siedlisk silnie zasolonych
rząd (O.): Thero-Salicornietalia
związek (All.): Salicornion strictae
zespół (Ass.): Salicornietum dolichostachyae – zespół soliroda zielnego
związek (All.): Salicornion ramosissimae
zespół (Ass.): Puccinellio maritimae-Salicornietum brachystachyae – zespół mannicy nadmorskiej i soliroda zielnego
zespół (Ass.): Puccinellio distantis-Salicornietum brachystachyae – zespół mannicy odstającej i soliroda zielnego
Klasa: Ammophiletea – pionierskie zbiorowiska wydm nadmorskich
rząd (O.): Ammophiletalia
związek (All.): Agropyro-Honkenyion peploidis
zespół (Ass.): Honkcenyo-Agropyretum juncei – zespół honkenii piaskowej i perzu sitowego
związek (All.): Ammphilion borealis
zespół (Ass.): Elymo-Ammophiletum arenariae – zespół wydmuchrzycy i piaskownicy zwyczajnej
Klasa: Asplenietea rupestria – zbiorowiska szczelin skalnych w skalistych partiach gór, także antropogeniczne na murach i ruinach:
rząd (O.): Potentilletalia caulescentis
związek (All.): Potentillion cauliescentis
zespół (Ass.): Drabo-Artemisietum – zespół głodka i bylicy
zespół (Ass.): Asplenietum trichomano-rutae-murariae – zespół zanokcicy skalnej i murowej
związek (All.): Cystopteridion
zespół (Ass.): Asplenio viridis-Cystopteridetum – zespół zanokcicy zielonej i paprotnicy
rząd (O.): Androsacetalia vandellii
związek (All.): Androsacion vandellii
zespół (Ass.): Asplenietum septentrionali-adianti-nigri – zespół zanokcicy północnej i ciemnej
zespół (Ass.): Asplenietum cuneifolii – zespół zanokcicy klinowatej
zbiorowisko: Asplenium trichomanes-Asplenium septentrionale
Klasa: Thlaspietea rotundifolii – pionierskie zbiorowiska na ruchomych lub słabo utrwalonych piargach w skalistych partiach gór oraz na kamieńcach w górskich odcinkach dolin rzecznych
rząd (O.): Thlaspietalia rotundifolii
związek (All.): Papaverion tatrici
zespół (Ass.): Silenetum prostratae
zespół (Ass.): Oxyrio digynae-Papaveretum tatrici
zespół (Ass.): Cerastio latifolii-Papaveretum tatrici
zespół (Ass.): Gymnocarpietum robertiani – zespół cienistki roberta
rząd (O.): Androsacetalia alpinae
związek (All.): Androsacion alpinae
zespół (Ass.): Oxyrio digynae-Saxifragetum carpaticae – zespół szczawioru alpejskiego i skalnicy karpackiej
zespół (Ass.): Cryptogrammetum crispae –zespół zmienki górskiej
rząd (O.): Epilobietalia fleischeri
związek (All.): Epilobion fleischeri
zbiorowisko: Calamagrostis pseudophragites
zbiorowisko: Myricaria germanica
związek (All.): Arabidion alpinae
zespół (Ass.): Poa nemoralis-Arabidetum alpinae – zespół wiechliny gajowej i gęsiówki alpejskiej
zespół (Ass.): Drepanoclado uncinati-Salicetum kitaibellianae – zespół sierpcowca haczykowatego i wierzby wykrojonej

### Zbiorowiska terofitów wilgotnych siedlisk
Klasa: Cakiletea maritimae
rząd (O): Atriplicetalia litoralis
związek (All.): Atriplicion littoralis – halofilne i nitrofilne zbiorowiska terofitów zasiedlających kidzinę na plaży
zespół (Ass.): Atriplicetum litoralis
Klasa: Bidentetea tripartiti – umiarkowanie nitrofilne zbiorowiska terofitów letnich na wysychających latem brzegach śródlądowych zbiorników wodnych
rząd (O.): Bidentetalia tripartiti
związek (All.): Bidention tripartiti
zespół (Ass.): Polygono-Bidentetum – zespół rdestów i uczepów
zespół (Ass.): Catabroso-Polygonetum hydropiperis – zespół brodobrzanki wodnej i rdestu ostrogorzkiego
zespół (Ass.): Leersio-Bidentetum – zespół zamokrzycy ryżowej
zespół (Ass.): Rumicetum maritimi – zespół szczawiu nadmorskiego
związek (All.): Chenopodion fluviatilie
zespół (Ass.): Polygono brittingeri-Chenopodietum rubri – zespół rdestu Brittingera i komosy czerwonawej
zespół (Ass.): Xanthio riparii-Chenopodietum – zespół rzepienia włoskiego i komos
zespół (Ass.): Chenopodietum glauco-rubri – zespół komosy sinej i czerwonawej
Klasa: Isoeto-Nanojuncetea – zbiorowiska terofitów na wilgotnych i mokrych podłożach mineralnych dostępnych dla roślinności tylko przez krótki czas w ciągu roku
rząd (O.): Cyperetalia fusci
związek (All.): Elatini-Eleocharition ovatae
zespół (Ass.): Eleocharetum ovatae
zespół (Ass.): Cyperetum flavescentis
zbiorowisko: Cyperus fuscus-Limosella aquatica
związek (All.): Radiolion linoidis
zespół (Ass.): Centunculo-Anthoceratum punctati
zespół (Ass.): Spergulario-Illecebretum verticillati
zespół (Ass.): Ranunculo-Myosuretum minimi
zbiorowisko: Centaurium pulchellum-Pottia truncata
zespół (Ass.): Stellario-Isolepidetum seacei
zespół (Ass.): Ranunculo gracilis-Radioletum

### Antropogeniczne zbiorowiska pól uprawnych i jednorocznych roślin terenów ruderalnych
Klasa: Stellarietea mediae – zbiorowiska z dominacją roślin jednorocznych na siedliskach ruderalnych i segetalnych
rząd (O.): Centauretalia cyanii
związek (All.): Arnoseridoenion minime
zespół (Ass.): Arnoserido-Scleranthetum
zbiorowisko: Scheranthum annuus
związek (All.): Aphanenion arvensis
zespół (Ass.): Vicietum tetraspermae
zespół (Ass.): Aphano-Matricarietum
zespół (Ass.): Consolido-Brometum
zespół (Ass.): Papaveretum argemonoes
związek (All.): Caucaliodion lappulae
zespół (Ass.): Caucalido-Scandicetum
zespół (Ass.): Lathyro-Melandrietum noctiflori
zespół (Ass.): Geranio-Silenetum gallicae
zespół (Ass.): Kickxietm spuriae
zespół (Ass.): Sileno inflatae-Linarietum minoris
związek (All.): Lolio-Linion
zespół (Ass.): Spergulo-Lolietum remoti
rząd (O.): Polygono-Chenopodietalia
związek (All.): Panico-Setarion
zespół (Ass.): Echinochloo-Setarietum
zbiorowisko: Lycopsis arvensis
zespół (Ass.): Digitarietum ischaemi
związek (All.): Polygono-Chenopodion
zespół (Ass.): Lamio-Veronicetum politae
zespół (Ass.): Veronico-Fumarietum officinalis
zespół (Ass.): Spergulo-Chrysanthemetum segeti
zespół (Ass.): Oxalido-Chenopodietum polyspermi
zespół (Ass.): Galinsogo-Setarietum
rząd (O.): Eragrostietalia
związek (All.): Eragrostion
zespół (Ass.): Panico sanguinalis-Eragrostietum
rząd (O.): Sisymbrietalia
związek (All.): Sisymbrion officinalis
zespół (Ass.): Corispermo-Plantaginetum indicae
zespół (Ass.): Corispermo-Brometum tectorum
zespół (Ass.): Cheopodio rubri-Atricaplicetum patulae
zespół (Ass.): Sisymbrietum sophiae
zespół (Ass.): Sisymbrietum loeselii
zespół (Ass.): Hordeetum murini
zespół (Ass.): Urtico-Malvetum neglectae
zespół (Ass.): Salsoletum ruhtenicae
zespół (Ass.): Chenopodietum stricti
zespół (Ass.): Erigeronto-Lactucetum
zespół (Ass.): Atriplicetum nitentis
zespół (Ass.): Atriplicetum tataricae
zespół (Ass.): Xanthietum strumarii
zespół (Ass.): Senecioni-Tussilaginetum
zespół (Ass.): Erigeronto-Bryetum

### Nitrofilne zbiorowiska zrębów, terenów ruderalnych i zadeptanych
Klasa: Epilobietea angustifolii – nitrofilne zbiorowiska porębowe składające się głównie z terofitów, bylin i krzewów
rząd (O.): Atropetalia
związek (All.): Epilobion angustifolii
zespół (Ass.): Senecioni sylvatici-Epilobietum angustifolii
zespół (Ass.): Digitali purpureae-Epilobietum
zespół (Ass.): Verbasco-Epilobietum
zespół (Ass.): Calamagrostietum epigeji
związek (All.): Atropion belladonnae
zespół (Ass.): Atropetalum belladonnae
zespół (Ass.): Arctietum nemorosi
związek (All.): Sambuco-Salicion
zespół (Ass.): Senecionetum fuchsii
zespół (Ass.): Rubetum idaei
zespół (Ass.): Sambucetum nigrae
zespół (Ass.): Sambucetum racemosae
zespół (Ass.): Epilobio-Salicetum capreae
Klasa: Artemisietea vulgaris – nitrofilne zbiorowiska okazałych bylin i pnączy na siedliskach ruderalnych i nad brzegami zbiorników wodnych

Podklasa (SubCl.): Artemisienea vulgaris
rząd (O.): Onopordetalia acanthii
związek (All.): Onopordion acanthii
podzwiązek (SubAll.): Onopordenion acanthii
zespół (Ass.): Onopordetum acanthii
zespół (Ass.): Potentillo-Artemisietum absinthii
podzwiązek (SubAll.): Dauco-Melilotenion
zespół (Ass.): Artemisio-Tanacetetum vulgaris
zespół (Ass.): Berteroetum incanae
zespół (Ass.): Dauco-Picridetum hieracioidis
zespół (Ass.): Echio-Melilotetum
zespół (Ass.): Erysimo-Melilotetum
zespół (Ass.): Salvio verticillatae-Artemisietum
zespół (Ass.): Carduetum acanthoidis
rząd (O.): Artemisietalia vulgaris
związek (All.): Arction lappae
zespół (Ass.): Leonuro-Ballotetum nigrae
zespół (Ass.): Chenopodietum boni-henrici
zespół (Ass.): Arctio-Artemisietum vulgaris
zespół (Ass.): Lamio albi-Conietum maculati
zespół (Ass.): Ivetum xanthifoliae
Podklasa: Galio-Urticenea – naturalne i półnaturalne nitrofilne zbiorowiska okrajkowe na żyznych siedliskach świeżych, wilgotnych lub mokrych, w różnym stopniu zacienionych
rząd (O.): Glechometalia hederaceae
związek (All.): Aegopodion podagrariae
zespół (Ass.): Chaerophylletum bulbosi
zespół (Ass.): Phalarido-Petasitetum hybridi
zespół (Ass.): Chaerophylletum aromatici
zespół (Ass.): Anthriscetum sylvestris
zespół (Ass.): Urtico-Aegopodietum podagrariae
zespół (Ass.): Sambucetum ebuli
związek (All.): Alliarion
zespół (Ass.): Alliario-Chaerophylletum temuli
zespół (Ass.): Torilidetum japonicae
zespół (Ass.): Epilobio-Geranietum robertiani
związek (All.): Rumicion alpini
zespół (Ass.): Rumiecetum alpini – zespół szczawiu alpejskiego
rząd (O.): Convolvuletalia sepium
związek (All.): Senecion fluviatilis
zespół (Ass.): Calystego-Angelicetum archangelicae litoralis – zespół kielisznika zaroślowego i dzięgla litwora nadbrzeżnego
zespół (Ass.): Cuscuto-Calystegietum sepium – zespół kanianki i kielisznika zaroślowego
zespół (Ass.): Senecionetum fluviatilis – zespół starca jajowatego
zespół (Ass.): Asperulo-Calystegietum sepium – zespół przytulii lepczycy i kielisznika zaroślowego
zespół (Ass.): Rudbeckio-Solidaginetium – zespół rudbekii nagiej i nawłoci
związek (All.): Convolvulion sepium
zespół (Ass.): Urtico-Calystegieto sepium – zespół pokrzywy zwyczajnej i kielisznika zaroślowego
zespół (Ass.): Calystegio-Eupatorietum – zespół kielisznika zaroślowego i sadźca konopiastego
zespół (Ass.): Calystegio-Epilobietum hirsuti – zespół kielisznika zaroślowego i wierzbownicy kosmatej
Klasa: Agropyretea intermedio-repentis – półruderalne zbiorowiska pionierskie głównie z udziałem roślin kłączowych i rozłogowych
rząd (O.): Agropyretalia intermedio-Repentis
związek (All.): Convolvulo-Agropyrion repentis
zespół (Ass.): Convolvulus arvensis-Agropyretum repentis – zespół powoju polnego i perzu
zespół (Ass.): Diplotaxi tenuifoliae-Agropyretum repentis – zespół dwurzędu wąskolistnego i perzu
zespół (Ass.): Cardario drabae-Agropyretum repentis – zespół pieprzycznika przydrożnego i perzu
zespół (Ass.): Falcario vulgaris-Agropyretum repentis – zespół sierpnicy pospolitej i perzu
zespół (Ass.): Poo-Anthemetum tinctoriae – zespół wiechliny ścieśnionej i rumianu żółtego
zespół (Ass.): Poo-Tussilaginetum farfarae – zespół wiechliny ścieśnionej i podbiału pospolitego

### Zbiorowiska roślin wodnych, zazwyczaj zakorzenionych
Klasa: Ruppietea maritimae
Rząd (O.): Ruppietalia maritimae
związek (All.): Ruppion maritimae
zespół (Ass.): Charetum balticae
zespół (Ass.): Tolypelletum nidificae
Klasa: Charetea – podwodne łąki ramienicowe
Rząd (O.): Charetalia
związek (All.): Nitellion flexilis
zespół (Ass.): Nitelletum flexilis
zespół (Ass.): Nitelletum gracilis
zespół (Ass.): Nitelletum mucronatae
zespół (Ass.): Nitelletum opacae
zespół (Ass.): Nitelletum synocarpae
zespół (Ass.): Charetum coronatae
związek (All.): Charion fragilis
zespół (Ass.): Charetum fragilis
zespół (Ass.): Charetum hispidae
zespół (Ass.): Charetum polyacanthae
zespół (Ass.): Charetum tenuispinae
zespół (Ass.): Charetum asperae
zespół (Ass.): Charetum aculeolatae
zespół (Ass.): Charetum contrariae
zespół (Ass.): Charetum jubatae
zespół (Ass.): Charetum rudis
zespół (Ass.): Charetum striogosae
zespół (Ass.): Charetum tomentosae
zespół (Ass.): Nitellopsidetum obtusae
zespół (Ass.): Charetum vulgaris
Klasa: Potametea – zbiorowiska makrofitów w mezotroficznych i eutroficznych zbiornikach wód śródlądowych
Rząd (O.): Potametalia
związek (All.): Potamion
zespół (Ass.): Potametum graminei – zespół rdestnicy trawiastej
zespół (Ass.): Potametum nitentis – zespół rdestnicy lśniącej
zespół (Ass.): Potametum pectinati – zespół rdestnicy grzebieniastej
zespół (Ass.): Potametum filiformis – zespół rdestnicy nitkowatej
zespół (Ass.): Parvopotamo-Zannichellietum – zespół morski zamętnicy błotnej
zespół (Ass.): Najadetum intermiediae – zespół jezierzy
zespół (Ass.): Potamo-Najadetum marinae – zespół jezierzy i zamętnicy błotnej
zespół (Ass.): Zannichellietum palustris – zespół śródlądowy zamętnicy błotnej
zespół (Ass.): Potametum acutifolii – zespół rdestnicy ostrolistnej
zespół (Ass.): Ranunculetum circinati – zespół włosienicznika krążkolistnego
zespół (Ass.): Elodeetum canadensis – zespół moczarki kanadyjskiej
zespół (Ass.): Ceratophylletum demersi – zespół rogatka sztywnego
zespół (Ass.): Myriophylletum spicati – zespół wywłócznika kłosowego
zespół (Ass.): Potametum compressi – zespół rdestnicy ścieśnionej
zespół (Ass.): Potametum lucentis – zespół rdestnicy połyskującej
zespół (Ass.): Potametum perfoliati – zespół rdestnicy przeszytej
zespół (Ass.): Potametum friesi – zespół rdestnicy szczeciolistnej
zespół (Ass.): Hippuridetum submersae – zespół przęstki pospolitej
związek (All.): Nymphaeion
zespół (Ass.): Hydrocharitetum morsus-ranae – zespół żabiścieku pływającego
zespół (Ass.): Potametum natantis – zespół rdestnicy pływającej
zespół (Ass.): Myriophylletum verticillati – zespół wywłócznika okółkowego
zespół (Ass.): Nupharo-Nymphaeetum albae – zespół „lilii wodnych”
zespół (Ass.): Nupharetum pumilii – zespół grążela drobnego
zespół (Ass.): Nymphaeetum candidae – zespół grzybieni północnych
zespół (Ass.): Nymphoidetum peltatae – zespół grzybieńczyka wodnego
zespół (Ass.): Trapetum natantis – zespół kotewki orzecha wodnego
zespół (Ass.): Polygonetum natantis – zespół rdestu ziemnowodnego
zespół (Ass.): Potametum obtusifolii – zespół rdestnicy stępionej
zespół (Ass.): Hydrilletum verticillatae – zespół przesiąkry okółkowej
związek (All.): Hottonion
zespół (Ass.): Hottonietum palustris – zespół okrężnicy bagiennej
związek (All.): Ranunculion fluitantis
zespół (Ass.): Ranunculetum fluitantis – zespół włosienicznika rzecznego
zespół (Ass.): Ranunculo-Callitrichetum hamulatae – zespół rzęśli hakowatej
zespół (Ass.): Ranunculo-Sietum erecto-sumersi – zespół potocznika wąskolistnego
Klasa: Utricularietea intermedio-minoris – zbiorowiska roślin wodnych w zbiornikach dystroficznych i oligotroficznych
Rząd (O.): Utricularietalia intermedio-minoris
związek (All.): Sphagno-Utricularion
zespół (Ass.): Sparganium minimi – zespół jeżogłówki najmniejszej
zespół (Ass.): Scorpidio-Utricularietum minoris – zespół skorpionowca brunatnawego i pływacza drobnego
zespół (Ass.): Sphagno-Utricularietum ochroleucae – zespół torfowców i pływacza krótkoostrygowego
zespół (Ass.): Warnstofietum exannulatae
zbiorowisko z dominacją Sphagnum denticulatum, S. cuspidatum lub Warnstorfia fluitans
Klasa: Littorelletea uniflorae – zbiorowiska drobnych bylin wodnych lub ziemnowodnych w miękkowodnych, oligotroficznych lub mezotroficznych wodach śródlądowych
Rząd (O.): Littorelletalia uniflorae
związek (All.): Isoetion lacustris
zespół (Ass.): Isoetetum lacustris
zespół (Ass.): Isoetetum echinosporae
związek (All.): Lobelion
zespół (Ass.): Lobelietum dortmannae
zespół (Ass.): Myriophyllo-Littorelletum
zespół (Ass.): Ranunculo-Juncetum bulbosi
związek (All.): Hydrocotyle-Baldelion
zespół (Ass.): Pilularietum globuliferae
zespół (Ass.): Eleocharitetum multicaulis
związek (All.): Eleocharition acicularis
zespół (Ass.): Elecharitetum acicularis
zespół (Ass.): Luronietum natantis

### Zbiorowiska źródlisk i wyleżysk
Klasa: Montio-Cardaminetea – zbiorowiska źródlisk i wyleżysk
rząd (O.): Montio-Caraminetalia
związek (All.): Cardamino-Montion
grupa zespołów (GrAss.): Montenion – zespoły górskie Cardamino-Montion
zespół (Ass.): Bryo-Philonotidetum seriatae
zespół (Ass.): Montio-Philinotidetum fontanae
zespół (Ass.): Cardamino opizii-Philonotidetum caespitosae
grupa zespołów (GrAss.): Cardaminenion – zespoły niżowe Cardamino-Montion
zespół (Ass.): Chrysosplenietum oppositifolii
zbiorowisko: Cardamine amara-Chrysosplenium alternifolium
związek (All.): Cratoneurion commutati
zespół (Ass.): Cratoneuretum falcati
zespół (Ass.): Cratoneuro-Saxiragetum aizoidis
zespół (Ass.): Cochlearietum polonicae
Klasa: Salicetea herbaceae – wysokogórskie zbiorowiska wyleżysk śnieżnych tj. miejsc o silnie skróconym okresie wegetacji z racji długiego zalegania pokrywy śnieżnej
rząd (O.): Salicetalia herbaceae
związek (All.): Salicion herbaceae
zespół (Ass.): Polytrichetum sexangulari
zespół (Ass.): Salicetum herbaceae
zespół (Ass.): Luzuletum alpino-pilosae
zespół (Ass.): Poo-Cerastietum cerastoidis
rząd (O.): Arabidetalia coeruleae
związek (All.): Arabidion coeruleae
zespół (Ass.): Saxifragetum wahlenbergii
zespół (Ass.): Salicetum retuso-reticulatae

### Zbiorowiska szuwarów i słonych łąk
Klasa: Phragmitetea – szuwary
rząd (O.): Phragmitetalia
związek (All.): Phragmition – szuwary właściwe
zespół (Ass.): Hippuridetum vulgaris – zespół formy lądowej przęstki pospolitej
zespół (Ass.): Scirpetum lacustris – zespół oczeretu jeziornego (szuwar oczeretowy, oczerety)
zespół (Ass.): Typhetum angustifoliae – zespół pałki wąskolistnej (szuwar wąskopałkowy)
zespół (Ass.): Sagittario-Sparganietum emersi – zespół strzałki wodnej i jeżogłówki pojedynczej
zespół (Ass.): Sparganietum erecti – zespół jeżogłówki gałęzistej
zespół (Ass.): Eleocharitetum palustris – zespół ponikła błotnego
zespół (Ass.): Equisetetum fluviatilis – zespół skrzypu bagiennego
zespół (Ass.): Phragmitetum australis – zespół trzciny pospolitej (szuwar trzcinowy, trzcinowisko)
zespół (Ass.): Typhetum latifoliae – zespół pałki szerokolistnej (szuwar szerokopałkowy)
zespół (Ass.): Acoretum calami – zespół tataraku zwyczajnego (szuwar tatarakowy)
zespół (Ass.): Oenantho-Rorippetum – zespół kropidła wodnego i rzepichy ziemnowodnej
zespół (Ass.): Glycerietum maximae – zespół manny mielec (szuwar mannowy)
zespół (Ass.): Scirpetum maritimi – zespół oczeretu Tabernemontana i sitowca nadmorskiego
związek (All.): Magnocaricion – szuwary wielkoturzycowe
zespół (Ass.): Cladietum marisci – zespół kłoci wiechowatej
zespół (Ass.): Thelypteridi-Phragmitetum – zespół nerecznicy błotnej (pło paprociowe)
zespół (Ass.): Cicuto-Caricetum pseudocyperi – zespół szaleju jadowitego i turzycy nibyciborowatej (pło szalejowe)
zespół (Ass.): Iridetum pseudacori – zespół kosaćca żółtego (szuwar kosaćcowy)
zespół (Ass.): Caricetum ripariae – zespół turzycy brzegowej
zespół (Ass.): Caricetum acutiformis – zespół turzycy błotnej
zespół (Ass.): Caricetum paniculatae – zespół turzycy prosowej
zespół (Ass.): Caricetum rostratae – zespół turzycy dzióbkowatej
zespół (Ass.): Caricetum elatae – zespół turzycy sztywnej
zespół (Ass.): Caricetum appropinquatae – zespół turzycy tunikowej
zespół (Ass.): Caricetum distichae – zespół turzycy dwustronnej
zespół (Ass.): Caricetum gracilis – zespół turzycy zaostrzonej
zespół (Ass.): Caricetum vesicariae – zespół turzycy pęcherzykowatej
zespół (Ass.): Caricetum vulpinae – zespół turzycy lisiej
zespół (Ass.): Phalaridetum arundinaceae – zespół mozgi trzcinowatej (szuwar mozgowy)
zespół (Ass.): Caricetum buxbaumii – zespół turzycy Buxbauma
związek (All.): Sparganio-Glycerion fluitantis – szuwary trawiaste brzegów wód płynących
zespół (Ass.): Sparganio-Glycerietum fluitantis – zespół manny jadalnej
zespół (Ass.): Glycerietum plicatae – zespół manny fałdowanej
zespół (Ass.): Leersietum oryzoidis – zespół zamokrzycy ryżowej
zespół (Ass.): Nasturtietum oficinalis
klasa: Asteretea tripolium – halofilne łąki lub szuwary, w supralitoralu zbiorników wód słonych i słonawych
rząd (O.): Glauco-Puccinellietalia
związek (All.): Puccinelion maritimae
zespół (Ass.): Puccinellietum maritimae
zespół (Ass.): Puccinello-Spergularietum salinae
związek (All.): Armerion maritimae
zespół (Ass.): Juncetum gerardi
zespół (Ass.): Plantagini-Bupleuretum tenuissimi
zespół (Ass.): Triglochino-Glaucetum maritimae

### Trawiaste zbiorowiska łąk i muraw o podłożu mineralnym
klasa: Violetea calaminariae – murawy galmanowe, niskie murawy na glebach o wysokiej zawartości metali ciężkich
rząd (O.): Violetalia calaminariae
związek (All.): Armerion halleri
zespół (Ass.): Armerietum halleri
klasa: Koelerio glaucae-Corynephoretea canescentis- murawy na piaszczystych lub żwirowatych, suchych i raczej ubogich siedliskach niewapiennych
rząd (O.): Corynephoretalia canescentis
związek (All.): Corynephorion canescentis
zespół (Ass.): Spergulo vernalis-Corynephoretum – murawy szczotlichowe
zespół (Ass.): Corniculario-Cladonietum mitis
zespół (Ass.): Polytricho piliferi-Stereocauletum condensati
zespół (Ass.): Agrostietum coarctatae (vinealis)
związek (All.): Koelerion albescentis
zespół (Ass.): Helichryso-Jasionetum litoralis
zespół (Ass.): Trifolio-Anthyllidetum maritimae
związek (All.): Vicio lathyroidis-Potentillion argenteae
zespół (Ass.): Filagini-Vulpietum
zespół (Ass.): Airetum praecocis
zespół (Ass.): Airo caryophylleae-Festucetum ovinae
zespół (Ass.): Sclerantho-Herniarietum glabrae
zespół (Ass.): Sileno conicae-Cerastietum semidecandri
zespół (Ass.): Diantho-Armerietum elongate
zespół (Ass.): Festuco rubrae-Equisetetum ramosissimi
związek (All.): Koelerion glaucae
zespół (Ass.): Corynephoro-Silenetum tataricae
zespół (Ass.): Sileno otitis-Festucetum
zespół (Ass.): Festuco psammophilae-Koelerietum glaucae
zespół (Ass.): Koelerio-Astragaletum arenarii
zespół (Ass.): Festuco-Elymetum arenarii
zespół (Ass.): Cerastio-Androsacetum septentrionalis
zespół (Ass.): Kochietum arenariae
zespół (Ass.): Diantho arenarii-Festucetum polesicae
zespół (Ass.): Thymo-Potentilletum puberulae
klasa: Molinio-Arrhenatheretea- półnaturalne i antropogeniczne darniowe zbiorowiska łąkowe i pastwiskowe na mezotroficznych i eutroficznych, niezabagnionych glebach mineralnych i organiczno-mineralnych lub na zmineralizowanych i podsuszonych murszach z torfu niskiego
rząd (O.): Plantaginetalia majoris
związek (All.): Polygonion avicularis
zespół (Ass.): Lolio-Polygonetum arenastri
zespół (Ass.): Festuco pratensis-Plantaginetum
zespół (Ass.): Bryo-Saginetum procumbentis
zespół (Ass.): Bryo-Saginetum saginoidis
zespół (Ass.): Prunello-Plantaginetum
zespół (Ass.): Juncetum tenuis
zespół (Ass.): Poetum annuae
zespół (Ass.): Eragrostio-Polygonetum avicularis
zespół (Ass.): Polygonetum calcati
zespół (Ass.): Rumici-Spergularietum rubrae
zespół (Ass.): Herniarietum glabrae
zespół (Ass.): Polygono-Coronopetum squamati, synonimy: Coronopo-Polygonetum avicularis, Poo-Coronopetum squamati
rząd (O.): Trifolio fragiferae-Agrosteitalia stoloniferae
związek (All.): Agropyro-Rumicion crispi – murawy zalewowe
zespół (Ass.): Ranunculo-Alopecuretum geniculati
zespół (Ass.): Rorippo-Agrostietum
zespół (Ass.): Potentillo-Festucetum arundinaceae
zespół (Ass.): Blysmo-Juncetum compressi
zespół (Ass.): Mentho longifoliae-Juncetum inflexi
zbiorowisko: Agrostis stolonifera-Potentilla anserina
zbiorowisko: Ranunculus repens
rząd (O.): Molinietalia caerulae
związek (All.): Filipendulion ulmariae, synonimy: Filipendulo-Petasition
zespół (Ass.): Filipendulo-Geranietum
zespół (Ass.): Valeriano-Filipenduletum
zespół (Ass.): Lysimachio vulgaris-Filipenduletum
zespół (Ass.): Lythro-Filipenduletum ulmariae
zespół (Ass.): Filipendulo ulmariae-Menthetum longifoliae
zespół (Ass.): Veronico longifoliae-Euphorbietum palustris
związek (All.): Molinion caeruleae – łąki trzęślicowe
zespół (Ass.): Molinietum caeruleae, synonimy: Molinietum medioeuropaeum, Selino carvifoliae-Molinietum
zespół (Ass.): Junco-Molinietum
związek (All.): Calthion palustris – łąki kaczeńcowe
grupa zespołów (GrAss.): eutroficzne łąki wilgotne Calthion palustris
zespół (Ass.): Angelico-Cirsietum oleracei, synonimy: Cirsio-Polygonetum vistorta
zespół (Ass.): Cirsietum rivularis
zespół (Ass.): Polygono bistortae-Trollietum europaei
grupa zespołów (GrAss.): mezotroficzne łąki wilgotne Calthion palustris
zespół (Ass.): Sanguisorbo-Silaetum, synonimy: Bromo-Senecionetum aquatici, Senecioni-Brometum racemosi
zespół (Ass.): Poo-Lathyretum palustris
grupa zespołów (GrAss.): mokre łąki, częściowo zabagnione Calthion palustris
zespół (Ass.): Scirpetum silvatici
zespół (Ass.): Caricetum cespitosae
zespół (Ass.): Juncetum acutiflori
zespół (Ass.): Juncetum subnodulosi
zbiorowisko: Deschampsia caespitosa, synonimy: Deschampsietum caespitosae
grupa zespołów (GrAss.): zbiorowiska łąkowo-pastwiskowe Calhtion palustris
zespół (Ass.): Epilobio-Juncetum effusi
zespół (Ass.): Junco-Cynosuretum
zespół (Ass.): Cnidion dubii
zespół (Ass.): Violo-Cnidietum dubii
związek (All.): Alopecurion pratensis
zespół (Ass.): Alopecuretum pratensis
rząd (O.): Arrhenatheretalia elatioris
związek (All.): Arrhenatherion elatioris
zespół (Ass.): Arrhenatheretum elatioris – łąka rajgrasowa, znana też jako łąka owsicowa
zbiorowisko: Poa pratensis-Festuca rubra
zespół (Ass.): Gladiolo-Agrostietum capillaris
zespół (Ass.): Anthyllidi-Trifolietum montani – sucha łąka pienińska
związek (All.): Polygono-Trisetion
zespół (Ass.): Meo-Festucetum, synonimy: Geranio-Trisetetum flavescenstis
zespół (Ass.): Phyteumo (orbicularis)-Trifolietum pratensis
związek (All.): Cynosurion
zespół (Ass.): Lolio-Cynosuretum
zespół (Ass.): Festuco-Cynosuretum
klasa: Seslerietea variae – wysokogórskie murawy nawapiene
rząd (O.): Seslerietalia variae
związek (All.): Seslerion tatrae
zespół (Ass.): Carici sempervirentis-Festucetum tatrae
zespół (Ass.): Festuca versicoloris-Seslerietum tatrae
zespół (Ass.): Caricetum firmae (carpaticum)
zespół (Ass.): Festuco versicoloris-Agrostietum alpinae
zespół (Ass.): Dendranthemo-Seslerium variae
zespół (Ass.): Saxifrago-Festucetum versicoloris
klasa: Juncetea trifidi, synonimy: Caricetea curvulae – wysokogórskie naturalne murawy acydofilne – klimaksowe zbiorowiska w alpejskich i subniwalnych piętrach bezwapiennych gór Europy
rząd (O.): Caricetalia curvulae
związek (All.): Juncion trifidi
zespół (Ass.): Oreochloo distichae-Juncetum trifidi
zespół (Ass.): Oreochloetum distichae (subnivale)
zespół (Ass.): Junco trifidi-Festucetum airoidis
zespół (Ass.): Carici (rigidae)-Festucetum airoidis
klasa: Festuco-Brometea – murawy kserotermiczne, ciepłolubne murawy o charakterze stepowym
rząd (O.): Festucetalia valesiacae – zborowiska ciepłolubnych muraw Europy południowo-wschodniej i południowej
związek (All.): Seslerio-Festucion duriusculae
zespół (Ass.): Festucetum pallentis
związek (All.): Festuco-Stipion
zespół (Ass.): Sisymbrio-Stipetum capillatae
zespół (Ass.): Potentillo-Stipetum capillatae
zespół (Ass.): Koelerio-Festucetum rupicolae
związek (All.): Cirsio-Brachypodion pinnati
zespół (Ass.): Inuletum ensifoliae
zespół (Ass.): Thalictro-Salvietum pratensis
zespół (Ass.): Adonido-Brachypodietum pinnati
zespół (Ass.): Seslerio-Scorzoneretum purpureae
zbiorowisko: Carex glauca-Tetragonolobus maritimus ssp. siliguosus
zespół (Ass.): Origano-Brachypodietum

### Zbiorowiska torfowisk mszysto-turzycowych i mszarów
Klasa: Scheuchzerio-Caricetea nigrae – niskoturzycowe, bogate w mszaki zbiorowiska łąk bagiennych, emersyjnych darniowych torfowisk przejściowych i niskich oraz dolinkowej fazy torfowisk wysokich
rząd (O.): Scheuchzerietalia palustris – rojsty
związek (All.): Rhynchosporion albae
zespół (Ass.): Caricetum limosae
zespół (Ass.): Rhynchosporetum albae
związek (All.): Caricion lasiocarpae
zespół (Ass.): Caricetum lasiocarpae
zespół (Ass.): Caricetum diandrae
zespół (Ass.): Caricetum chordorrhizae
zespół (Ass.): Caricetum helenastes
zespół (Ass.): Calamagrostietum neglectae
zbiorowisko: Sphagnum recurvum-Eriophorum angustifolium
rząd (O.): Caricetalia nigrae
związek (All.): Caricion nigrae – kwaśne młaki niskoturzycowe
zespół (Ass.): Carici canescentis-Agrostietum caninae
zespół (Ass.): Caricetum nigrae (subalpinum)
zespół (Ass.): Bartsio-Caricetum nigrae
rząd (O.): Caricetalia davallianae
związek (All.): Caricion davallianae – eutroficzne młaki niskoturzycowe
zespół (Ass.): Valeriano-Caricetum flavae
zespół (Ass.): Caricetum davallianae
zespół (Ass.): Orchido-Schoenetum nigricantis
zbiorowisko: Schoenus ferrugineus
Klasa: Oxycocco-Sphagnetea – krzewinkowo-torfowcowe zbiorowiska mokrych wrzosowisk i torfowisk wysokich na kwaśnych oligotroficznych i dystroficznych siedliskach zasilanych głównie lub wyłącznie przez wody opadowe
rząd (O.): Sphagno-Ericetalia
związek (All.): Ericion tetralicis
zespół (Ass.): Ericetum tetralicis
rząd (O.): Sphagnetalia magellanici – mszary
związek (All.): Sphagnion magellanici
grupa zespołów (GrAss.): torfowiska wysokie nieleśne
zespół (Ass.): Erico-Sphagnetum medii
zespół (Ass.): Sphagnetum magellanici
zbiorowisko: Eriophorum vaginatum-Sphagnum fallax
zespół (Ass.): Eriophoro-Trichophoretum caespitosi
grupa zespołów (GrAss.): torfowiska wysokie leśne
zespół (Ass.): Pino mugo-Sphagnetum
zespół (Ass.): Ledo-Sphagnetum magellanici
związek (All.): Oxycocco-Empetrion hermaphroditi
zespół (Ass.): Empetro-Trichophoretum austriaci

### Zbiorowiska wrzosowisk i ubogich muraw
Klasa: Nardo-Callunetea
rząd (O.): Nardetalia – murawy bliźniczkowe, psiary
związek (All.): Nardion
zespół (Ass.): Hieracio (vulgati)-Nardetum
zespół (Ass.): Hieracio (alpini)-Nardetum
zespół (Ass.): Carici (rigidae)-Nardetum
związek (All.): Violion caninae
zespół (Ass.): Polygalo-Nardetum
zespół (Ass.): Nardo-Juncetum squarrosi
zespół (Ass.): Calluno-Nardetum strictae
rząd (O.): Calluno-Ulicetalia – wrzosowiska
związek (All.): Calluno-Genistion
zespół (Ass.): Calluno-Genistetum
związek (All.): Pohlio-Callunion
zespół (Ass.): zespół (Ass.) Pohlio-Callunetum
zbiorowisko: (Zb.) Hypnum jutlandicum
zespół (Ass.): Sieglingio-Agrostitetum
związek (All.): Calluno-Arctostaphylion
zespół (Ass.): Arctostaphylo-Callunetum
zespół (Ass.): Scabioso canescentis-Genistetum
związek (All.): Empetrion nigri
zespół (Ass.): Carici arenariae-Empetretum nigri
zespół (Ass.): Vaccinio uliginosi-Empetretum nigri
zbiorowisko: Zbiorowisko Empetrum nigrum-Vaccinium vitis-idaea – wrzosowisko brusznicowo-bażynowe

### Ciepłolubne zborowiska okrajkowe
Klasa: Trifolio-Geranietea sanguinei – światłolubne i ciepłolubne zbiorowiska bylin w systemach ekotonowych.
rząd (O.): Origanetalia
związek (All.): Geranion sanguinei
zespół (Ass.): Geranio-Peucadanetum cervariae
zespół (Ass.): Geranio-Anemonetum sylvestris
zespół (Ass.): Campanulo-Vicietum tenuifoliae
zespół (Ass.): Geranio-Trifolietum alpestris
związek (All.): Trifolion medii
Grupa zbiorowisk roślin neutrofilnych:
zespół (Ass.): Trifolio-Agrimonietum
zespół (Ass.): Agrimonio-Vicietum cassubicae
zespół (Ass.): Trifolio-Melampyretum nemorosi
zespół (Ass.): Vicietum sylvatico-dumetorum
Grupa zbiorowisk roślin acydofilnych:
zbiorowisko Melampyrum pratense-Hieracium

### Zbiorowiska trawośli i ziołorośli wysokogórskich
Klasa: Betulo-Adenostyletea – wysokogórskie ziołorośla i traworośla
rząd (O.) Calamagrostietalia villosae
związek (All.): Adenostylion alliariae – wysokogórskie zbiorowiska ziołorośli i zarośli liściastych związane ze stałym przepływem wody
zespół (Ass.): Adenostyletum alliariae
zespół (Ass.): Athyrietum distentifolii – ziołorośle paprociowe
zespół (Ass.): Aconitetum firmi
zespół (Ass.): Pado-Sorbetum
zespół (Ass.): Petasitetum albi
zespół (Ass.): Petasitetum kablikiani – łopuszyny
zespół (Ass.): Salicetum lapponicum
zespół (Ass.): Arunco-Doronicetum austriaci
zespół (Ass.): Pulmonario-Alnetum viridis
związek (All.): Calamagrostion – naturalne traworośla wysokogórskie
zespół (Ass.): Calamagrostietum villosae (tatricum)
zespół (Ass.): Crepido-Calamagrostietum villosae
zespół (Ass.): Bupleuro-Calamagrostietum arundinaceae
zespół (Ass.): Festucetum carpaticae
zespół (Ass.): Poo-Veratretum lobeliani
zespół (Ass.): Poo-Deschampsietum

### Zbiorowiska leśne i krzewiaste
klasa: Rhamno-Prunetea – ciepłolubne zbiorowiska okrajkowe – zarośla krzewiaste związane funkcjonalnie z lasem tworzące okrajki, zakrzewienia śródpolne, różne fazy sukcesyjne pomiędzy łąkami i lasami
rząd (O.): Prunetalia spinosae
związek (All.): Pruno-Rubion fruticosi
zespół (Ass.): Rubo fruticosi-Prunetum spinosae – czyżnie
zespół (Ass.): Frangulo-Rubetum plicati
zespół (Ass.): Calluno-Serothamnetum
związek (All.): Berberidion
zespół (Ass.): Pruno-Ligustretum
zespół (Ass.): Rhamno-Cornetum sanguinei
związek (All.): Salicion arenariae
związek (All.): Prunion fruticosae

klasa: Salicetea purpurae – leśne i zaroślowe zbiorowiska wierzb wąskolistnych w dolinach dużych rzek niżowych
rząd (O.) : Salicetalia purpurae
związek (All.): Salicion elaeagni – zbiorowiska zaroślowe z wierzbą siwą
zespół (Ass.): Salici-Myricarietum
związek (All.): Salicion albae – łęgi toplowo-wierzbowe i zarośla wikliny
grupa zespołów (GrAss.): zbiorowiska zaroślowe Salicetum triandro-viminalis – wikliny nadrzeczne
grupa zespołów (GrAss.): zbiorowiska leśne 
zespół (Ass.): Salicetum albo-fragilis – nadrzeczny łęg wierzbowy
zespół (Ass.): Populetum albae – nadrzeczny łęg topolowy
klasa (Cl.): Quercetea robori-petraeae – acydofilne, oligotroficzne i mezotroficzne lasy liściaste z przewagą dębów, na ubogich, często piaszczystych glebach
rząd (O.): Quercetalia roboris
związek (All.): Quercion robori-petraeae – dąbrowy acydofilne
grupa zespołów (GrAss.): dąbrowy niżowe na glebach wilgotnych i mokrych
zespół (Ass.): Betulo pendulae-Quercetum roboris – pomorski las dębowo-brzozowy
zespół (Ass.): Molinio caeruleae-Quercetum roboris – środkowoeuropejska mokra dąbrowa trzęślicowa
grupa zespołów (GrAss.): dąbrowy niżowe na glebach świeżych
zespół (Ass.): Fago-Quercetum petraeae – subatlantycka mezotroficzna kwaśna dąbrowa typu pomorskiego
zespół (Ass.): Calamagrostio arundinaceae-Quercetum petraeae – środkowoeuropejski acydofilny las dębowy
grupa zespołów (GrAss.): dąbrowy podgórskie na glebach oglejonych
zespół (Ass.): Molinio arundinaceae-Quercetum roboris – podgórska wilgotna dąbrowa acydofilna
grupa zespołów (GrAss.): dąbrowy podgórskie na glebach świeżych
zespół (Ass.): Luzulo luzuloidis-Quercetum petraeae – podgórska dąbrowa acydofilna
klasa: Alnetea glutinosae – lasy z panującą olszą czarną (Alnus glutinosa) lub zarośla szerokolistnych wierzb z udziałem olszy; głównie na niżu w zagłębieniach o utrudnionym odpływie, na mokrych glebach torfowych i torfowo-mineralnych
rząd (O.): Alnetalia glutinosae
związek (All.): Alnion glutinosae
grupa zespołów (GrAss.): zbiorowiska zaroślowe Alnion glutinosae – zarośla krzewiastych wierzb, głównie uszata (Salix aurita) i szara (S. cinerea)
zespół (Ass.): Myrico-Salicetum auritae – łozowisko z przewagą wierzby uszatej (Salix aurita) i udziałem woskownicy europejskiej (Myrica gale)
zespół (Ass.): Salicetum pentandro-cinereae – łozowisko z przewagą wierzby szarej (Salix cinerea) i wierzby pięciopręcikowej (Salix pentandra)
zespół (Ass.): Betulo-Salicetum repentis – niskie zarośla wierzby rokity (Salix rosmarinifolia) i brzozy niskiej (Betula humilis)
grupa zespołów (GrAss.): zbiorowiska leśne Alnion glutinosae – olsy
zespół (Ass.): Sphagno squarrosi-Alnetum – ols torfowcowy
zespół (Ass.): Ribeso nigri-Alnetum – ols porzeczkowy
zbiorowisko: Thelypteridi-Betuletum pubescentis – subborealna brzezina bagienna
zbiorowisko: Quercus robur-Carex elongata – dębniak turzycowy
klasa: Vaccinio-Piceetea – acydofilne, oligotroficzne i mezotroficzne zbiorowiska z przewagą drzew szpilkowych, krzewinek i mezofilnych mszaków
rząd (O.): Cladonio-Vaccinietalia
związek (All.): Loiseleurio-Vaccinion
zespół (Ass.): Empetro-Vaccinietum – wysokogórskie borówczyska bażynowe
związek (All.): Dicrano-Pinion
podzwiązek (SubAll.): Dicrano-Pinenion
grupa zespołów (GrAss.): bory sosnowe na glebach mineralnych
zespół (Ass.): Empetro nigri-Pinetum – nadmorski bór bażynowy
zespół (Ass.): Cladonio-Pinetum – śródlądowy bór suchy
zespół (Ass.): Peucedano-Pinetum – subkontynentalny bór świeży
zespół (Ass.): Leucobryo-Pinetum – suboceaniczny bór świeży
zespół (Ass.): Molinio caeruleae-Pinetum – śródlądowy bór wilgotny
grupa zespołów (GrAss.): bory mieszane
zespół (Ass.): Querco roboris-Pinetum – kontynentalny bór mieszany
zespół (Ass.): Serratulo-Pinetum – subborealny bór mieszany
podzwiązek (SubAll.): Piceo-Vaccinienion uliginosi
zespół (Ass.): Vaccinio uliginosi-Betuletum pubescentis – brzezina bagienna
zespół (Ass.): Vaccinio uliginosi-Pinetum sylvestris – sosnowy bór bagienny
zbiorowisko: odmiana nadmorska Vaccinio uliginosi-Pinetum sylvestris
zespół (Ass.): Calamagrostio villosae-Pinetum – bagienny bór trzcinnikowy
rząd (O.): Vaccinio-Piceetalia
związek (All.): Piceion abietis
podzwiązek (SubAll.): Vaccinio-Abietenion
zespół (Ass.): Abieti-Picetum (montanum) – dolnoreglowy bór jodłowo-świerkowy
zespół (Ass.): Galio-Piceetum
zespół (Ass.): Polysticho-Piceetum – nawapienna świerczyna górnoreglowa
zespół (Ass.): Abietetum polonicum – wyżynny jodłowy bór mieszany
podzwiązek (SubAll.): Vaccinio-Piceenion – świerczyny właściwe
grupa zespołów (GrAss.): zespoły wysokogórskie Vaccinio-Piceenion
zespół (Ass.): Calamagrostio villosae-Piceetum – górnoreglowa świerczyna obszaru hercyńsko-sudeckiego
zespół (Ass.): Plagiothecio-Piceetum (tatricum) – acydofilna zachodniokarpacka świerczyna górnoreglowa
zespół (Ass.): Bazzanio-Piceetum – dolnoreglowy świerkowy bór na torfie
grupa zespołów (GrAss.): borealne zespoły niżowe Vaccinio-Piceenion
zespół (Ass.): Sphagno girgensohnii-Piceetum – borealna świerczyna na torfie
zespół (Ass.): Querco-Piceetum – jegiel
podzwiązek (SubAll.): Rhododendro-Vaccinienion
zespół (Ass.): Pinetum mugo (carpaticum) – karpackie zarośla kosówki
zespół (Ass.): Pinetum mugo (sudeticum) – sudeckie zarośla kosówki
klasa: Querco-Fagetea – środkowoeuropejskie lasy liściaste
rząd (O.): Quercetalia pubescenti-petraeae – dąbrowy ciepłolubne
związek (All.): Potentillo albae-Quercion petraeae
zespół (Ass.): Potentillo albae-Quercetum – świetlista dąbrowa subkontynentalna
rząd (O.): Fagetalia sylvaticeae
związek (All.): Alno-Ulmion (Alno-Padion) – łęgi
grupa zespołów (GrAss.): łęgi olszowe niżowe (Alnenion glutinoso-incanae)
zespół (Ass.): Fraxino-Alnetum – łęg jesionowo-olszowy
zespół (Ass.): Stellario nemorum-Alnetum glutinosae – łęg olszowy gwiazdnicowy
grupa zespołów (GrAss.): łęgi podgórskie i górskie (Alnenion glutinoso-incanae)
zespół (Ass.): Carici remotae-Fraxinetum – podgórski łęg jesionowy
zespół (Ass.): Alnetum incanae – nadrzeczna olszyna górska
zespół (Ass.): Caltho laetae-Alnetum – bagienna olszyna górska
zespół (Ass.): Astrantio-Fraxinetum
podzwiązek (SubAll.): Ulmenion minoris
zespół (Ass.): Ficario-Ulmetum minoris – łęg wiązowo-jesionowy
zespół (Ass.): Violo odoratae-Ulmetum minoris – łęg wiązowy z fiołkiem wonnym
związek (All.): Carpinion betuli – grądy
zespół (Ass.): Stellario holosteae-Carpinetum betuli – grąd subatlantycki (nizinny las dębowo-grabowy)
zespół (Ass.): Galio sylvatici-Carpinetum – grąd środkowoeuropejski
zespół (Ass.): Tilio-Carpinetum – grąd subkontynentalny
związek (All.): Fagion sylvaticae – buczyny
podzwiązek (SubAll.): Luzulo-Fagenion – kwaśne buczyny
zespół (Ass.): Luzulo pilosae-Fagetum – kwaśna buczyna niżowa
zespół (Ass.): Luzulo luzuloidis-Fagetum – kwaśna buczyna górska
podzwiązek (SubAll.): Galio rotundifolii-Abietenion – las jodłowy
zbiorowisko: Abies alba-Oxalis acetosella – żyzne buczyny zachodniokarpackie
podzwiązek (SubAll.): Dentario glandulosae-Fagenion – żyzne buczyny górskie
zespół (Ass.): Dentario glandulosae-Fagetum – żyzna buczyna karpacka
zespół (Ass.): Dentario enneaphylli-Fagetum – żyzna buczyna sudecka
podzwiązek (SubAll.): Galio odorati-Fagenion – żyzne buczyny niżowe
zespół (Ass.): Galio odorati-Fagetum – żyzna buczyna niżowa typu pomorskiego
zbiorowisko: Fagus sylvatica-Mercurialis perennis – buczyna źródliskowa
podzwiązek (SubAll.): Cephalanthero-Fagenion – ciepłolubne buczyny storczykowe (buczyny nawapienne)
zespół (Ass.): Carici albae-Fagetum – ciepłolubna buczyna nawapienna pienińska
zespół (Ass.): Cephalanthero rubrae-Fagetum – nadmorska ciepłolubna buczyna storczykowa
zbiorowisko: Fagus sylvatica-Cruciata glabra – ciepłolubna buczyna małopolska
zbiorowisko: Fagus sylvatica-Hypericum maculatum (Taxo-Fagetum)- ciepłolubne buczyny storczykowe regionu sudeckiego
zbiorowisko: Fagus sylvatica-Cypripedium calceolus – kaszubska wilgotna buczyna nawapienna
związek (All.): Tilio platyphyllis-Acerion pseudoplatani – górsko-podgórskie zboczowe lasy lipowo-jaworowe
podzwiązek (SubAll.): Lunario-Acerenion pseudoplatani
zespół (Ass.): Phyllitido-Aceretum – jaworzyna z języcznikiem zwyczajnym
zespół (Ass.): Lunario-Aceretum – jaworzyna z miesiącznicą trwałą
podzwiązek (SubAll.): wysokogórskie jaworzyny ziołoroślowe
zespół (Ass.): Sorbo aucupariae-Aceretum pseudoplatani – jaworzyna karpacka
zespół (Ass.): Aceri-Fagetum – górskie lasy ziołoroślowe
zbiorowisko: Acer pseudoplatanus-Aruncus sylvestris
podzwiązek (SubAll.): Tilienion platyphylli – zboczowe lasy lipowo-klonowe
zespół (Ass.): Aceri platanoidis-Tilietum platyphylli – zboczowe lasy klonowo-lipowe